# Cleveland (New York)
Cleveland è un villaggio degli Stati Uniti d'America, situato nello stato di New York, nella contea di Oswego.